# Taylor Hall
Pour les articles homonymes, voir Hall.
Taylor Hall (né le 14 novembre 1991 à Calgary dans la province de l'Alberta au Canada) est un joueur professionnel canadien de hockey sur glace. Il est le premier choix des Oilers d'Edmonton lors du repêchage de 2010 de la Ligue nationale de hockey.

## Biographie

### Carrière junior

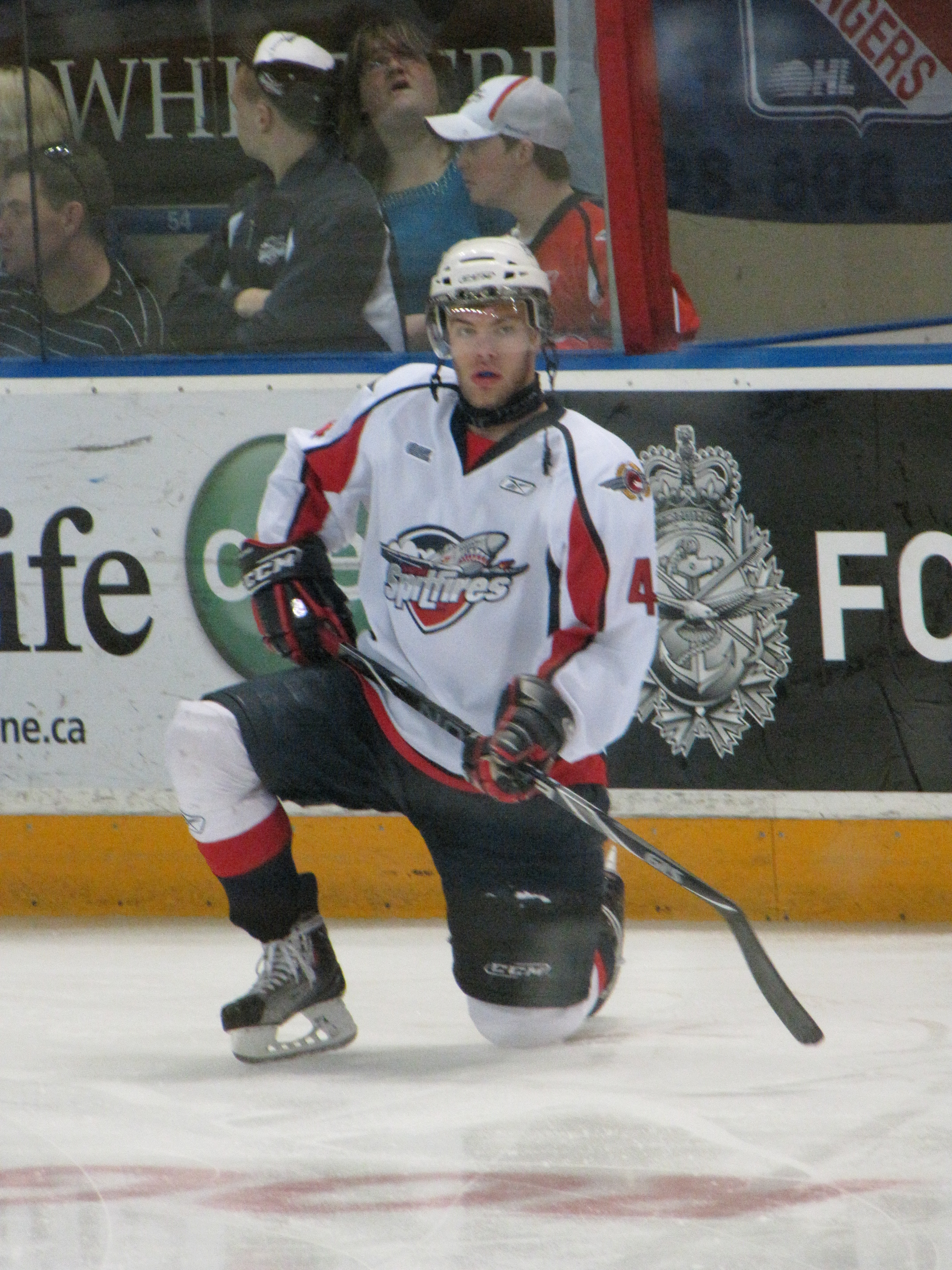
Taylor Hall avec les Spitfires de Windsor en 2010.

Taylor Hall est le fils de Kim Strba et de Steve Hall, ce dernier étant un ancien joueur de la Ligue canadienne de football puis un membre de l'équipe du Canada de bobsleigh. Sa mère le pousse à rejoindre une équipe de hockey sur glace alors qu'il est âgé de cinq ans et son père met en place chaque hiver une patinoire dans le jardin de leur maison afin que le jeune Taylor et ses amis puissent jouer au hockey quand ils le veulent. En 2005, avec sa famille, il déménage à Kingston en Ontario et il rejoint l'école Frontenac Secondary School. Il joue avec les Kingston de Greater et en 2007, il est le deuxième choix du repêchage de la Ligue de hockey de l'Ontario après Ryan O'Reilly.
Hall rejoint ainsi les Spitfires de Windsor pour la saison 2007-2008 et les aide à finir à la deuxième place de la division sur la saison régulière en inscrivant quatre-vingt-quatre points – il est alors le troisième pointeur de son équipe derrière Joshua Bailey et Bradley Snetsinger. L'équipe perd au premier tour des séries éliminatoires contre le Sting de Sarnia, mais Hall est tout de même mis en avant en recevant le trophée de la famille Emms de la LHO, en tant que meilleur joueur recrue. Il est sélectionné dans l'équipe des recrues de la LHO et est également désigné recrue de la saison par la Ligue canadienne de hockey.
Les Spitfires remportent la Coupe J.-Ross-Robertson et la Coupe Memorial 2009. Il est choisi au cours du repêchage d'entrée 2009 dans la Ligue continentale de hockey par les Ak Bars Kazan en 4e ronde, en 89e position. Il participe avec l'équipe LHO à la Super Serie Subway en 2008 et 2009. En 2010, les Spitfires rééditent la performance réalisée un an plus tôt, et conservent leurs deux trophées. Lors du repêchage de 2010 de la Ligue nationale de hockey, il est sélectionné au premier rang au total par les Oilers d'Edmonton.
Il représente l'équipe du Canada lors du championnat du monde junior 2010 et remporte la médaille d'argent à la suite d'une défaite en prolongation face aux américains.

### Carrière professionnelle

#### Oilers d'Edmonton
Taylor Hall joue son premier match en LNH le 7 octobre 2010 contre les Flames de Calgary et inscrit son premier but le 28 octobre 2010 contre les Blue Jackets de Columbus. Il réalise son premier coup du chapeau lors de la victoire 5 à 3 des Oilers contre les Thrashers d'Atlanta le 19 février 2011. Le 3 mars 2011 contre les Blue Jackets, il réalise un tour du chapeau à la Gordie Howe (un but, une aide et un combat) mais se blesse à la cheville après s'être battu contre Derek Dorsett. Cette blessure met fin à sa saison recrue et totalise en 65 matchs, 22 buts et 20 aides pour 42 points.
Le 17 janvier 2012, il est blessé durant un échauffement par le patin de son coéquipier Corey Potter. Il est coupé au-dessus de son œil gauche et a dû recevoir 30 points de suture. Sa saison est encore une fois écourtée par les blessures ; il subit en novembre 2011 une blessure à l'épaule qui le fait manquer quelques matchs, une commotion cérébrale subie en mars 2012 puis une opération à l'épaule qui le mettra en rétablissement pour 5 à 6 mois. Malgré tout, il réalise 53 points, dont 27 buts, en 61 matchs et se classe deuxième dans l'équipe au niveau des buts et des points derrière Jordan Eberle. À la fin de la saison, il signe en août 2012 une prolongation de contrat de sept ans pour un montant de 42 millions de dollars.
La saison 2012-2013 est écourtée en raison d'un lock-out et Hall part jouer avec les Barons d'Oklahoma City, franchise affiliée aux Oilers dans la Ligue américaine de hockey. Après avoir réalisé 34 points en 26 matchs, il retourne avec les Oilers une fois la grève finie. Il joue 45 des 48 matchs de l'équipe et finit la saison avec 50 points pour devenir le meilleur pointeur des Oilers en plus de se classer neuvième dans la LNH. 
Le 17 octobre 2013, le numéro 4 inscrit un doublé en l'espace de 8 secondes devenant ainsi le joueur le plus rapide dans l'histoire de la LNH à avoir inscrit deux buts consécutifs. Il détrône Wayne Gretzky qui avait inscrit deux buts en l'espace de 9 secondes le 18 février 1981. Pour la saison 2013-2014, il réalise 80 points et se retrouve une nouvelle fois parmi les dix meilleurs pointeurs de la ligue ; il est sixième, à égalité avec Phil Kessel des Maple Leafs de Toronto.

#### Devils du New Jersey
Le 29 juin 2016, il est échangé aux Devils du New Jersey contre le défenseur Adam Larsson.

#### Coyotes de l'Arizona
Le 16 décembre 2019, il est échangé aux Coyotes de l'Arizona avec Blake Speers en retour des attaquants Nick Merkley, Nate Schnarr, du défenseur Kevin Bahl, d'un choix conditionnel de 1er tour en 2020 et d'un choix conditionnel de 3e tour en 2021.

#### Sabres de Buffalo
Le 11 octobre 2020, Hall accepte une offre de contrat d'une saison et 8 millions $ avec les Sabres de Buffalo. Dans cette saison 2020-2021 marquée par la pandémie de Covid-19, il ne réussit que deux buts et 19 points en 37 matchs.

#### Bruins de Boston
Alors que les Sabres ne se classent pas pour les séries éliminatoires, à la date limite des transactions, le 12 avril 2021, il est échangé aux Bruins de Boston avec Curtis Lazar contre Anders Bjork et un choix de 2e tour en 2021. Avec les Bruins, il termine la saison avec une récolte de 8 buts et 6 aides en 16 matchs en plus de rajouter 5 points en 11 matchs des séries éliminatoires.
Le 23 juillet 2021, Hall s'entend avec le directeur général des Bruins, Don Sweeney, sur les termes d'un contrat de quatre ans, d'une valeur annuelle moyenne de 6 millions $.

#### Blackhawks de Chicago
Le 26 juin 2023, en raison d'enjeux reliés au plafond salarial, il est envoyé aux Blackhawks de Chicago en compagnie de Nick Foligno en échange d'Ian Mitchell et d'Alec Regula. Il se blesse au genou droit le 9 novembre lors d'une collision avec l'attaquant du Lightning de Tampa Bay Mikey Eyssimont. Il revient au jeu le 18 novembre et joue quelques matchs mais on annonce ensuite qu'il devra subir une chirurgie et qu'il sera à l'écart du jeu le reste de la saison 2023-2024.

#### Hurricanes de la Caroline
Le 24 janvier 2025, les Blackhawks l'échangent aux Hurricanes de la Caroline dans une transaction majeure à trois équipes impliquant l'Avalanche du Colorado.

### Carrière internationale
Taylor Hall est sélectionné par l'équipe Canadienne lors du championnat du monde de l'IIHF 2015. Il finit le tournoi avec 12 points, un de moins que son coéquipier Jordan Eberle. Il aide le Canada à remporter la médaille d'or pour la première fois depuis 2007.

## Statistiques

### En club
| Saison     | Équipe                    | Ligue          |                   | Saison régulière  | Saison régulière  | Saison régulière  | Saison régulière  | Saison régulière |    | Séries éliminatoires | Séries éliminatoires | Séries éliminatoires | Séries éliminatoires | Séries éliminatoires |
| Saison     | Équipe                    | Ligue          | PJ                | B                 | A                 | Pts               | Pun               | PJ               | B  | A                    | Pts                  | Pun                  |                      |                      |
| 2007-2008  | Spitfires de Windsor      | LHO            | 63                | 45                | 39                | 84                | 22                | 5                | 2  | 3                    | 5                    | 2                    |                      |                      |
| 2008-2009  | Spitfires de Windsor      | LHO            | 63                | 38                | 52                | 90                | 60                | 20               | 16 | 20                   | 36                   | 12                   |                      |                      |
| 2009       | Spitfires de Windsor      | Coupe Memorial | -                 | -                 | -                 | -                 | -                 | 6                | 2  | 6                    | 8                    | 8                    |                      |                      |
| 2009-2010  | Spitfires de Windsor      | LHO            | 57                | 40                | 66                | 106               | 56                | 19               | 17 | 18                   | 35                   | 32                   |                      |                      |
| 2010       | Spitfires de Windsor      | Coupe Memorial | -                 | -                 | -                 | -                 | -                 | 4                | 5  | 4                    | 9                    | 2                    |                      |                      |
| 2010-2011  | Oilers d'Edmonton         | LNH            | 65                | 22                | 20                | 42                | 27                | -                | -  | -                    | -                    | -                    |                      |                      |
| 2011-2012  | Oilers d'Edmonton         | LNH            | 61                | 27                | 26                | 53                | 36                | -                | -  | -                    | -                    | -                    |                      |                      |
| 2012-2013  | Barons d'Oklahoma City    | LAH            | 26                | 14                | 20                | 34                | 33                | -                | -  | -                    | -                    | -                    |                      |                      |
| 2012-2013  | Oilers d'Edmonton         | LNH            | 45                | 16                | 34                | 50                | 33                | -                | -  | -                    | -                    | -                    |                      |                      |
| 2013-2014  | Oilers d'Edmonton         | LNH            | 75                | 27                | 53                | 80                | 44                | -                | -  | -                    | -                    | -                    |                      |                      |
| 2014-2015  | Oilers d'Edmonton         | LNH            | 53                | 14                | 24                | 38                | 40                | -                | -  | -                    | -                    | -                    |                      |                      |
| 2015-2016  | Oilers d'Edmonton         | LNH            | 82                | 26                | 39                | 65                | 54                | -                | -  | -                    | -                    | -                    |                      |                      |
| 2016-2017  | Devils du New Jersey      | LNH            | 72                | 20                | 33                | 53                | 32                | -                | -  | -                    | -                    | -                    |                      |                      |
| 2017-2018  | Devils du New Jersey      | LNH            | 76                | 39                | 54                | 93                | 34                | 5                | 2  | 4                    | 6                    | 6                    |                      |                      |
| 2018-2019  | Devils du New Jersey      | LNH            | 33                | 11                | 26                | 37                | 16                | -                | -  | -                    | -                    | -                    |                      |                      |
| 2019-2020  | Devils du New Jersey      | LNH            | 30                | 6                 | 19                | 25                | 20                | -                | -  | -                    | -                    | -                    |                      |                      |
| 2019-2020  | Coyotes de l'Arizona      | LNH            | 35                | 10                | 17                | 27                | 14                | 9                | 2  | 4                    | 6                    | 10                   |                      |                      |
| 2020-2021  | Sabres de Buffalo         | LNH            | 37                | 2                 | 17                | 19                | 24                | -                | -  | -                    | -                    | -                    |                      |                      |
| 2020-2021  | Bruins de Boston          | LNH            | 16                | 8                 | 6                 | 14                | 2                 | 11               | 3  | 2                    | 5                    | 9                    |                      |                      |
| 2021-2022  | Bruins de Boston          | LNH            | 81                | 20                | 41                | 61                | 42                | 7                | 2  | 2                    | 4                    | 8                    |                      |                      |
| 2022-2023  | Bruins de Boston          | LNH            | 61                | 16                | 20                | 36                | 24                | 7                | 5  | 3                    | 8                    | 2                    |                      |                      |
| 2023-2024  | Blackhawks de Chicago     | LNH            | 10                | 2                 | 2                 | 4                 | 4                 | -                | -  | -                    | -                    | -                    |                      |                      |
| 2024-2025  | Blackhawks de Chicago     | LNH            | 46                | 9                 | 15                | 24                | 16                | -                | -  | -                    | -                    | -                    |                      |                      |
| 2024-2025  | Hurricanes de la Caroline | LNH            | Saison en cours ? | Saison en cours ? | Saison en cours ? | Saison en cours ? | Saison en cours ? | -                | -  | -                    | -                    | -                    |                      |                      |
| Totaux LNH | Totaux LNH                | Totaux LNH     | 878               | 275               | 446               | 721               | 462               | 39               | 14 | 15                   | 29                   | 35                   |                      |                      |

### En équipe nationale
| Année | Équipe        | Compétition                  |    | PJ | B | A  | Pts | Pun | +/-               |  | Résultat |
| 2008  | Canada M18    | Championnat du monde -18 ans | 7  | 4  | 5 | 9  | 4   | +4  | Médaille d'or     |  |          |
| 2010  | Canada junior | Championnat du monde junior  | 6  | 6  | 6 | 12 | 0   | +3  | Médaille d'argent |  |          |
| 2013  | Canada        | Championnat du monde         | 8  | 2  | 1 | 3  | 0   | +1  | 5e place          |  |          |
| 2015  | Canada        | Championnat du monde         | 10 | 7  | 5 | 12 | 6   | +8  | Médaille d'or     |  |          |
| 2016  | Canada        | Championnat du monde         | 10 | 6  | 3 | 9  | 2   | +8  | Médaille d'or     |  |          |

## Trophées et honneurs personnels

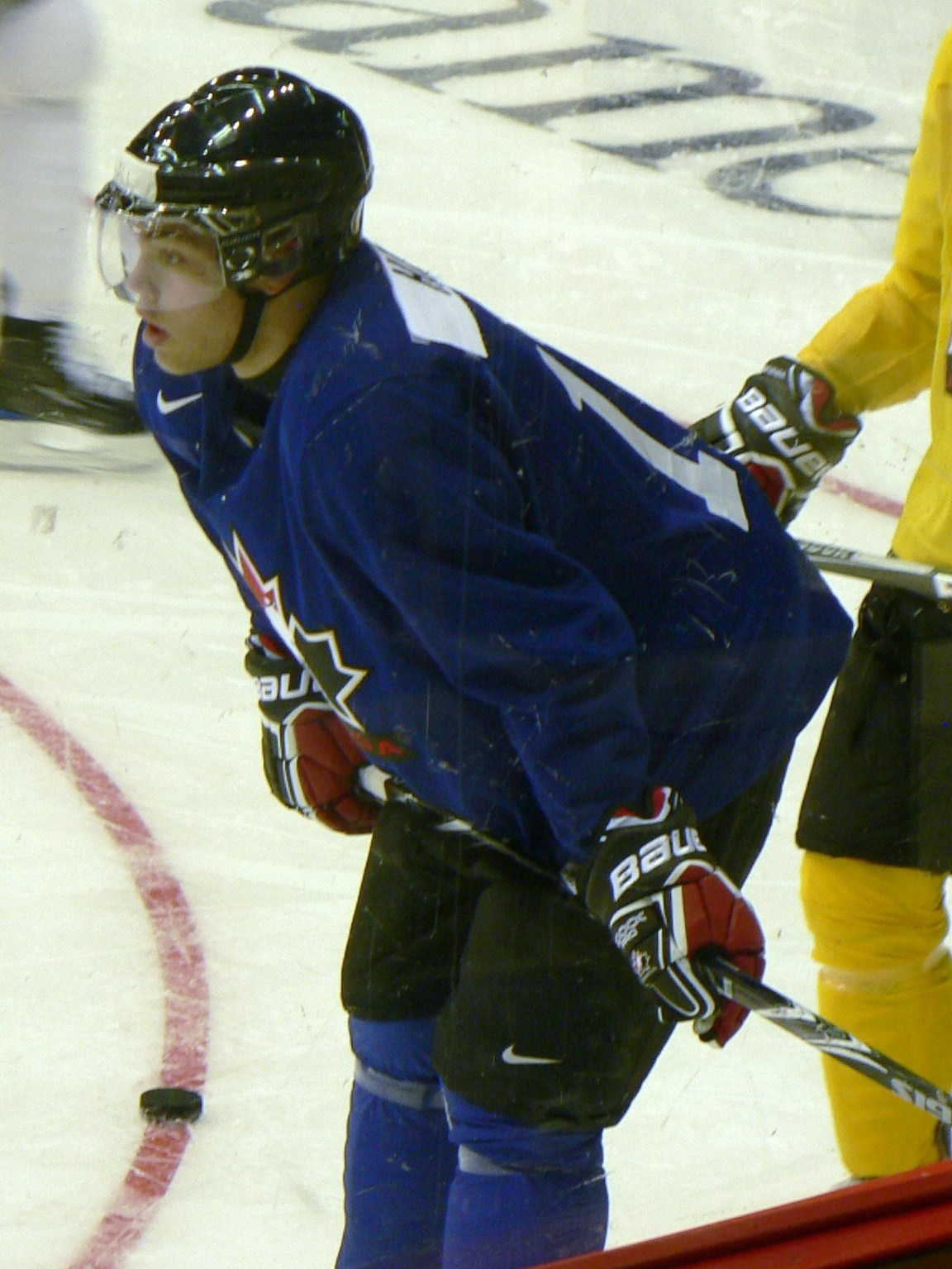
Taylor Hall en décembre 2009

### Ligue de hockey de l'Ontario
- 2008 : remporte le trophée de la famille Emms et est sélectionné dans l'équipe des recrues ;
- 2009 : remporte le trophée Wayne-Gretzky 99 ;
- 2010 : remporte le trophée Eddie-Powers.

### Ligue canadienne de hockey
- 2008 : recrue de la saison ;
- 2009 et 2010 : remporte le trophée Stafford-Smythe ;
- 2010 : remporte le trophée Ed-Chynoweth ;
- 2010 : nommé dans l'équipe d'étoiles de la Coupe Memorial.

### Ligue nationale de hockey
- 2010-2011 : participe au 58e Match des étoiles de la LNH (1)
- 2015-2016 : participe au 61e Match des étoiles de la LNH (2)
- 2016-2017 : participe au 62e Match des étoiles de la LNH (3)
- 2017-2018 : 
  - invité au 63e Match des étoiles de la LNH mais n'y participe pas en raison d'une blessure (4)
  - remporte le trophée Hart
  - sélectionné dans la première équipe d'étoiles
- 2018-2019 : invité au 64e Match des étoiles de la LNH mais n'y participe pas en raison d'une blessure (5)

### Collaborations
En 2019, Taylor Hall lance une collection de montures masculines avec la compagnie d'optique canadienne BonLook. Le hockeyeur s'inspire de lieux tels que « Kingston, Augusta, Louise et Andrews », endroits fréquentés par le joueur.